# Der Roman der Christine von Herre
Der Roman der Christine von Herre ist ein deutscher Stummfilm aus dem Jahre 1921 von Ludwig Berger nach der Novelle von Heinrich Zschokke. Die Titelrolle spielt Agnes Straub, weitere Hauptrollen haben Paul Hartmann, Werner Krauß und Heinrich George, der hier sein Filmdebüt gab.

## Handlung
Graf von Herre gilt als rechter Despot, seine Gattin Christine hat unter ihm nichts zu lachen. Eines Tages empfängt Herres Hausarzt Dr. Wendlin den jungen italienischen Grafen Marino Marco, der sich einige Zeit als sein Gast bei ihm aufhalten wird. Als der Conte durch die angrenzenden Wälder streift, hört er plötzlich Hilfeschreie und kann gerade noch eine junge Frau aus den Händen eines Banditen befreien. Er erfährt, dass es sich bei der Geretteten um Gräfin Christine von Herre handelt. Man kommt sich näher, und Christine ist ihrem Retter unendlich dankbar. Es kommt wie es kommen muss: beide verlieben sich ineinander. Doch Gräfin Christine ist nicht frei, ihr Mann ist kalt und hartherzig, und diese Ehe besteht nur noch auf dem Papier. Sie will aus den Händen ihres schröcklichen Gatten fliehen, aber dieser erste Versuch misslingt kläglich. Eines Tages ist es Zeit für den Abschied, denn der Conte muss in seine Heimat zurückkehren.
Dr. Wendlin versucht, den beiden Liebenden zu helfen. Warum sollte man nicht Gräfin Christines Tod vortäuschen, damit sie endlich dieser fürchterlichen Ehe entfliehen kann? Gesagt, getan. Er verabreicht ihr ein starkes Schlafmittel, das Christine quasi in eine Totenstarre verfallen lässt. Nach nur wenigen Tagen kann sie als Wanderin verkleidet die Reise zu ihrem Liebsten in Richtung Süden antreten. In Marinos Heimatstadt Boscavilla sehen sich die beiden Liebenden wieder, ihr Glück scheint vollkommen. Doch plötzlich steht die erzkatholische Mutter des italienischen Grafen einer neuen Verbindung ihres Sohnes im Wege, denn die ehrpusselige alte Dame verweigert ihre Zustimmung. Erst als das Schicksal gnadenlos zuschlägt, können Christine und Marino einer gemeinsamen Zukunft entgegensehen: Christines Noch-Ehemann wird nämlich versehentlich erschossen und macht damit Christine zur Witwe.

## Produktionsnotizen
Der Roman der Christine von Herre entstand von Mai bis August 1921 im Barockschloss von Glatz in Schlesien (Außenaufnahmen) und im Decla-Bioscop-Atelier in Neubabelsberg (Innenaufnahmen). Der Sechsakter mit einer Länge von 1846 Metern wurde am 13. September 1921 der Filmzensur vorgelegt und erhielt ein Jugendverbot. Die Uraufführung erfolgte am 30. September 1921 in gleich zwei Berliner Uraufführungstheatern, dem U.T. Kurfürstendamm und dem U.T. Nollendorfplatz.
Die von Rudolf Bamberger entworfenen Filmbauten wurden von Franz Seemann umgesetzt.